# Каза Пия
«Каза Пия» (порт. Casa Pia — «Благочестивый дом») — благотворительная организация, созданная по распоряжению королевы Португалии Марии I Благочестивой в 1780 году с целью помощи детям, оставшимся без попечения родителей в результате Лиссабонского землетрясения 1755 года. В настоящее время в состав организации входит десять школ, суммарно насчитывающих 4700 учащихся.
В дополнение к стандартному школьному обучению «Каза Пия» также предоставляет интернаты для нуждающихся детей. Среди воспитанников организации имеется множество известных в Португалии представителей искусства, политики, журналистики и спорта.

## История
Первоначально штаб — квартира организации располагалась в лиссабонском Замке Святого Георгия, однако в 1807 году «Каза Пия» временно приостановила свою деятельность из — за оккупации замка французскими войсками. С 1812 года организация возобновила свою работу в монастыре Дестерро, а затем в 1833 году правительство перевело учебное заведение в монастырь Херонимуш в Лиссабоне, в котором оно располагается и в настоящее время. В 1942 году под патронажем «Каза Пия» была создана обширная сеть детских домов, а также открыт ряд дополнительных колледжей и просветительских центров для обучения молодежи.

## Спорт
3 июля 1920 года группой энтузиастов из числа сотрудников «Каза Пия» был основан одноимённый футбольный клуб, ныне выступающий в высшем дивизионе чемпионата Португалии.

## Сексуальный скандал
«Каза Пия» получила всемирную известность в начале 2000-х годов в связи с крупным сексуальным скандалом. Сообщалось, что начиная с 1970-х годов в организации имело место систематическое растление воспитанников, однако раскрылась данная информация лишь в 2002 году.
По подозрению в сексуальном насилии над детьми были задержаны многие известные люди, включая бывшего члена правительства Португалии Паулу Педрозу, с которого, однако, вскоре были сняты все обвинения, а также популярного телеведущего Карлоса Круса.
3 сентября 2010 года, после официального завершения одного из самых длительных судебных процессов в истории Португалии, Карлос Крус, Карлос Сильвино, Уго Марсал, Мануэль Абрантеш, Феррейра Диниш и Хорхе Ритто были взяты под стражу по обвинению в педофилии и других преступлениях, совершенных в конце 1990-х и начале 2000-х годов.